# Madhya Pradesh High Court
Der Madhya Pradesh High Court (MPHC, Hindi मध्य प्रदेश उच्च न्यायालय) ist ein Obergericht in Indien mit Hauptsitz in der Stadt Jabalpur. Seine Zuständigkeit erstreckt sich auf den Bundesstaat Madhya Pradesh.

## Geschichte
Nach dem indischen Aufstand von 1857 wurde die Britische Ostindienkompanie aufgelöst und ihre Besitzungen in die Kronkolonie Britisch-Indien umgewandelt. Mit Wirkung vom 2. November 1861 wurden die Central Provinces als neue Verwaltungseinheit mit Verwaltungssitz in Nagpur geschaffen. Die Provinz wurde zunächst von einem Generalbevollmächtigten (Chief Commissioner) verwaltet und das oberste Gericht war der Judicial Commissioner’s Court in Nagpur. Ab 1921 war die Provinz einem Gouverneur unterstellt. Im Jahr 1933 trat der Nizam von Hyderabad seine Rechte an der angrenzenden Provinz Berar gegen regelmäßige Geldzahlungen an die britische Regierung ab, so dass die Provinz den Namen Central Central Provinces and Berar erhielt. Am 2. Januar 1936 wurde durch Letters Patent von Georg V. – König von Großbritannien und Kaiser von Indien – der Gerichtshof in Nagpur zu einem vollwertigen Obergericht der Provinz erhoben. Gesetzliche Basis hierfür war der Government of India Act, 1915.
Nach der Unabhängigkeit Indiens 1947 bestand die Provinz zunächst weiter fort und wurde mit Inkrafttreten der Indischen Verfassung am 26. Januar 1950 zum Bundesstaat ‚Madhya Pradesh‘ der Indischen Union. Im States Reorganisation Act von 1956 wurden die Grenzen vieler Bundesstaaten nach linguistischen Zugehörigkeiten neu gezogen. Zu den betroffenen Bundesstaaten gehörte auch Madhya Pradesh, das die Region Vidarbha mit seiner bisherigen Hauptstadt Nagpur an den Nachbarstaat Bombay verlor und dafür die Gebiete der bisherigen Bundesstaaten Madhya Bharat, Bhopal, Vindhya Pradesh sowie die Exklave Sironj von Rajasthan hinzugewann. Der 1956 umbenannte Madhya Pradesh High Court gab dementsprechend seinen bisherigen Sitz in Nagpur auf, nahm aber seinen neuen Sitz nicht in der neuen Hauptstadt von Madhya Pradesh, Bhopal, sondern in Jabalpur. Eine erneute Änderung des Zuständigkeitsbereichs gab es, als sich der östliche Teil von Madhya Pradesh am 1. November 2000 als neuer Bundesstaat Chhattisgarh  konstituierte und die Jurisdiktion des neuen Bundesstaats an den neu gegründeten Chhattisgarh High Court in Bilaspur überging.

## Heutige Verfassung
Seit 1956 hat der MPHC seinen Hauptsitz in Jabalpur. Schon 1956 wurden temporäre Außenstellen (benches) in den Städten Indore und Gwalior eingerichtet. Mit einer Präsidialverordnung vom 28. November 1968 wurden diese temporären Außenstellen zu dauerhaften Zweigstellen umgewandelt, an denen Richter des High Courts dauerhaft tätig waren. Im Jahr 2016 waren einschließlich des vorsitzenden Richters (Chief Justice) 40 permanente Richter am MPHC tätig. Dem nächstuntere Gerichtsebene sind die Distriktgerichte von Madhya Pradesh und die übergeordnete Ebene bildet der Supreme Court of India, das oberste Gericht Indiens.